# Samtgemeinde Rethem (Aller)
La comunità amministrativa di Rethem (Aller) (Samtgemeinde Rethem/Aller) si trova nel circondario della Landa nella Bassa Sassonia, in Germania.

## Suddivisione
Comprende 4 comuni:
1. Böhme
2. Frankenfeld
3. Häuslingen
4. Rethem (Aller) (città)

Il capoluogo è Rethem (Aller).